# 普里維利尼揚西克
47°41′58″N 32°13′59″E / 47.69944°N 32.23306°E
普里維利尼揚西克（烏克蘭語：Привільнянське），是烏克蘭南部的村莊，隸屬尼古拉耶夫州的巴什坦卡區。該村面積0.26平方公里，海拔高度91米，2001年人口9，人口密度每平方公里34.6人。